# Matt Anderson
Matthew Matt Anderson, född 31 oktober 1982 i West Islip, New York, är en amerikansk professionell ishockeyspelare som spelar för Skellefteå AIK Hockey i SHL.
Inför säsongen 2010-11 spelade Anderson i Albany Devils och deltog i New Jersey Devils träningsläger. Den 29 januari 2013 gjorde Anderson sin NHL-debut för Devils mot Boston Bruins i TD Garden. Han spelade in sin första NHL-poäng i en 5-4-förlust efter förlängning mot New York Islanders.
Den 5 maj 2013 undertecknade Anderson sitt första proffskontrakt i Ryssland, ett ettårigt avtal med KHL-laget HK Spartak Moskva. I sin första KHL-säsong tog Anderson en plats i Spartak Moskvas checking line och avslutade säsongen med 11 mål och 20 poäng på 54 matcher.
Den 11 juni 2014 skrev Anderson ett ettårskontrakt med den kroatiska KHL-klubben KHL Medveščak Zagreb. Den 2 december 2014 anslöt Anderson till sin tredje KHL-klubb, HK Neftechimik Nizjnekamsk, som ekonomisk kompensation. På 28 grunseriematcher gjorde Anderson 6 mål och 16 poäng.
Inför säsongen 2015/2016 lämnade Anderson KHL och den 9 april 2015 presenterades han som ett av fyra nyförvärv till Djurgården Hockey i SHL.
Den 10 maj 2017 skrev Anderson på för Skellefteå AIK.

## Spelarstatistik
| 2002–03    | UMass Amherst           | HE         | 36  | 10 | 21  | 31  | 34  | —  | — | —  | —  | —  |
| 2004–05    | UMass Amherst           | HE         | 18  | 7  | 13  | 20  | 34  | —  | — | —  | —  | —  |
| 2005–06    | UMass Amherst           | HE         | 36  | 7  | 13  | 20  | 30  | —  | — | —  | —  | —  |
| 2006–07    | UMass Amherst           | HE         | 38  | 10 | 10  | 20  | 32  | —  | — | —  | —  | —  |
| 2006–07    | Chicago Wolves          | AHL        | —   | —  | —   | —   | —   | 13 | 1 | 1  | 2  | 6  |
| 2007–08    | Chicago Wolves          | AHL        | 14  | 1  | 1   | 2   | 8   | 10 | 1 | 1  | 2  | 4  |
| 2007–08    | Gwinnett Gladiators     | ECHL       | 37  | 14 | 14  | 28  | 28  | 8  | 3 | 2  | 5  | 0  |
| 2008–09    | Chicago Wolves          | AHL        | 66  | 13 | 18  | 31  | 32  | —  | — | —  | —  | —  |
| 2009–10    | Chicago Wolves          | AHL        | 63  | 16 | 29  | 45  | 18  | 14 | 0 | 12 | 12 | 4  |
| 2010–11    | Albany Devils           | AHL        | 76  | 23 | 32  | 55  | 49  | —  | — | —  | —  | —  |
| 2011–12    | Albany Devils           | AHL        | 56  | 10 | 21  | 31  | 30  | —  | — | —  | —  | —  |
| 2012–13    | Albany Devils           | AHL        | 67  | 13 | 30  | 43  | 42  | —  | — | —  | —  | —  |
| 2012–13    | New Jersey Devils       | NHL        | 2   | 0  | 1   | 1   | 0   | —  | — | —  | —  | —  |
| 2013–14    | Spartak Moskva          | KHL        | 54  | 11 | 9   | 20  | 63  | —  | — | —  | —  | —  |
| 2014–15    | Medveščak Zagreb        | KHL        | 35  | 9  | 10  | 19  | 30  | —  | — | —  | —  | —  |
| 2014–15    | Neftechimik Nizjnekamsk | KHL        | 28  | 6  | 10  | 16  | 18  | —  | — | —  | —  | —  |
| AHL totalt | AHL totalt              | AHL totalt | 352 | 76 | 131 | 207 | 179 | 37 | 2 | 14 | 16 | 14 |
| NHL totalt | NHL totalt              | NHL totalt | 2   | 0  | 1   | 1   | 0   | —  | — | —  | —  | —  |